# EJアニメシアター新宿
EJアニメシアター新宿 （イージェイアニメシアターしんじゅく）は、東京都新宿区新宿三丁目にあったアニメーション専門の映画館とカフェの複合施設。施設名の「EJ」は「Entertainment Japan」の略であり、「日本のエンターテインメントを世界に向けて発信する基地」としての意味合いと「外国人が日本のエンターテインメントを楽しむためのランドマークでありたい」との思いが込められている。2023年（令和5年）8月24日に閉館した。

## 概要
本施設は、新宿三丁目にある伊勢丹新宿店本館の斜向かい、明治通り沿いにある「新宿文化ビル」の4階と5階を占めており、4階は300席のアニメーション専門映画館、5階は上映作品関連の展示・物品販売・イベントスペースとしても利用できるカフェとなっていた。2006年（平成18年）に新宿ガーデンシネマとして開館、2008年（平成20年）に角川シネマ新宿へ名称を改め、2018年（平成30年）には、アニメーション専門のEJアニメシアター新宿として路線変更した。
2023年（令和5年）7月20日、運営会社のKADOKAWAは、将来の収益確保の困難性を理由に同年8月24日をもって閉館すると発表。最終上映作品は『バイオハザード デスアイランド』。
なお、跡地のスペースには映画事業全般も手掛けている木下グループの系列企業である株式会社 kino cinémaが経営する映画館（ミニシアター）「kino cinéma 新宿」が同年11月16日から営業を開始している。

## 料金
基本的な料金は、以下のとおりである（2023年（令和5年）8月）。
- 一般　　1,900円
- 大学生　1,500円
- 高校生　1,000円
- 中学生　1,000円
- 小学生　1,000円
- 幼児（3歳以上）　1,000円

ただし、水曜サービスデー（毎週水曜日）は1,200円、映画サービスデー（12月を除く各1日）1,200円、映画の日（12月1日）は1,000円となっており、その他に高齢者等の割引がある。また、TCGメンバーズカード会員割引を利用すれば、水曜サービスデーを除く曜日でも割安で鑑賞できる（火曜日及び木曜日は1,200円、その他の曜日は1,400円）。